# 屍房菜
《屍房菜=關於鬼和我被家人吃掉的那件事》是雲翔導演的第九部作品。

## 演員
- 譚正一
- 賀飛
- 蔡書綺
- 劉宜豪
- 曾慶翔
- 黃巧綸
- 丹尼爾·班傑明（Daniel Benjamin）
- 艾力克斯·阮（Eriks Nguyen）
- 尼奇·布恩亞力特（Nicky Bunyarit）
- 東也·伊凡斯
- 葛民輝

## 製作
該片於日本、臺灣、西班牙、泰國、香港等地拍攝，已於2019年11月30日殺青。